# Gapyeong
Der Landkreis Gapyeong (kor.: 가평군, Gapyeong-gun) befindet sich in der Provinz Gyeonggi-do. Der Verwaltungssitz befindet sich in der Stadt Gapyeong-eup. Der Landkreis hatte eine Fläche von 844 km² und eine Bevölkerung von 63.462 Einwohnern im Jahr 2019.
Gapyeong ist bekannt für seine naturelle Schönheit und grenzt im Osten an die Bergprovinz Gangwon-do. Der nördliche Zweig des Hangang fließt durch das Gebiet. In der Region befinden sich mehrere Stauseen und Resorts. Die Ferieninsel Namiseom liegt zwar nicht ausschließlich in dem Landkreis, aber sehr nahe südlich von Gapyeong.
Der Landkreis war der Schauplatz der Schlacht von Kapyong, einer bedeutenden Schlacht des Koreakrieges.

Lage des Landkreises in Südkorea